# Sarroura Libre
 (avril 2015).
Pour les articles homonymes, voir Libre.
Sarroura Libre est une humoriste et scénariste tunisienne, née en février 1980 à Tunis. Figure de la liberté d'expression, elle a été révélée sur Internet pendant la Révolution tunisienne de 2010-2011 et pendant le printemps arabe.

## Biographie
Sarroura Libre est le nom de scène de Sarah Ezzina. Elle est née en février 1980 au Bardo, près du centre ville de Tunis en Tunisie. Son père est entraîneur de handball et sa mère est professeur d'université en Chimie physique. Sarroura Libre est l’aînée d'une famille de trois enfants. Sa sœur cadette, Samar Ezzina, est championne nationale et championne arabe d’athlétisme, aux 100 m haies et au saut en longueur.
À 5 ans, ses parents s'installent en Arabie Saoudite pour y travailler. Elle découvre une école unisexe et multiculturelle, où elle fait 5 ans d'études religieuses et porte la Burqa. Seule tunisienne de l'école primaire, pour communiquer, elle apprend les différents dialectes arabes présents, qu'elle ne manque pas d'utiliser dans ses sketchs des années plus tard.
À l'âge de 10 ans, sa famille rentre en Tunisie. C'est au lycée du quartier que son talent de comédienne se révèle. Elle organise des petits spectacles de fin d'année où elle imite ses professeurs et des personnalités publiques.
Elle est également douée pour le dessin et la peinture depuis sa petite enfance. Après avoir passé un baccalauréat technique, elle intègre l'école des beaux arts de Sousse, où elle obtient un diplôme de dessinateur. De retour à Tunis, elle enchaîne des petits boulots, stages, et formations dans plusieurs domaines: Designer, décorateur dans un magasin de meubles, peintre pour des galeries d'art... jusqu'en 2007, où elle réussit le concours de dessinateur au Ministère de l'Équipement.
Elle se marie en 2008 avec un franco-algérien chaoui et elle s'installe avec lui en France. En 2012 Sarroura libre devient maman d'un garçon.

## Carrière artistique
Sarroura Libre commence sa carrière artistique à l'école des beaux-arts de Sousse, où elle obtient à la fin de sa première année le premier prix d'arts plastiques. Elle essaye également les cours de théâtre, qu'elle arrête au bout de 2 séances. « C'était ennuyeux, mais j'ai au moins appris les techniques de respiration... » dit-elle !
En parallèle avec ses études universitaires, elle réalise des portraits pour une petite galerie d'art, en zone touristique au Port El-Kantaoui. En 2003, elle obtient la première autorisation pour stand d'art et de portrait à la médina de Sousse.
En 2009, elle crée une entreprise d'aide et de conseil à la décoration en France.

## Politique
Sarroura Libre s'initie à la politique malgré elle en 1990, pendant la Guerre du Golfe, où elle est en Arabie Saoudite, un pays membre de la coalition contre l'armée irakienne. Elle vit sous les bombardements les longs mois de la guerre, apprenant l'utilisation des masques à gaz et les consignes de sécurité.
C'est en France, des années plus tard, qu'elle découvre les sites internet censurés dans son pays. Elle s’intéresse de plus prés à la dictature de Zine el-Abidine Ben Ali, président de la Tunisie à l'époque et elle devient plus active en politique. Elle crée des blogs destinées principalement à partager des événements de révolte en Tunisie, opprimés sévèrement par les autorités.
Elle crée le Buzz avec la révolution tunisienne en janvier 2011. Avec une simple Webcam, elle réalise un sketch qu'elle partage sur son compte Facebook : «Ben Ali 2014...Bon vent ! ». Le sketch est d'un humour noir et sarcastique, elle prend le rôle d'un membre du parti politique RCD, l'ancien parti du gouvernement. Mais le succès mondial est plutôt dû à ses imitations de Leïla Ben Ali, et d'autres ex-premières dames du monde arabe. Le succès est tel que sa page Facebook a comptabilisé plus de 45 000 fans en quelques semaines.
Elle enchaîne les vidéos sur les actualités débordantes en Tunisie et les pays du printemps arabe, en utilisant des personnages hyper-médiatisés comme Leïla Ben Ali, Suzanne Moubarak, et de Cheikha Moza… ou des personnages imaginaires tels que Narimène.
Elle devient ainsi la première femme humoriste sur internet en Tunisie. En 2011, elle fait une apparition dans la soirée événement Hymne à la liberté, diffusée sur plusieurs chaînes télé dont TV5 Monde, France 3 Nessma TV et Wataneya 1, où elle est présentée comme artiste garant de la liberté d'expression en Tunisie.

## Comédie
En 2011, Sarroura Libre fait la rencontre de l'humoriste franco-tunisienne Samia Orosemane, qui l'invite à intégrer sa bande d'humoristes pour quelques scènes, dans son spectacle Samia et les 40 comiques. C'est ainsi qu'elle monte sur scène pour la première fois au théâtre de la Reine blanche à Paris, où elle a joué un sketch sur le désespoir de Leïla Ben Ali après la révolution.
Malgré le succès, elle se sent plus à l'aise derrière une caméra.[Interprétation personnelle ?] C'est là qu'elle décide de se lancer dans le cinéma. En 2012, enceinte de son fils, elle écrit plusieurs scénarios pour longs et courts métrages, en continuant à réaliser ses vidéos web.
En 2014, elle lance le projet de réalisation de son premier court métrage, sur la plateforme de financement participatif KissKissBankBank. En quelques semaines, et grâce au internautes, elle réunit la somme pour réaliser «Mariés...Si Dieu le veut ! » qui sera le premier film tunisien financé via internet. Une comédie qui s'inspire de sa propre expérience, où elle critique la complication des procédures de mariage pour les couples mixtes. En 2015 elle sort un DVD de son premier film.
Mariés...Si Dieu le veut ! est au short film corner du Festival de Cannes 2015.